# Adalolphe de Boulogne
Pour les articles homonymes, voir Æthelwulf.
Adalolphe de Boulogne (ou Æthelwulf de Boulogne), mort en 933, fut comte de Boulogne de 918 à 933.

## Biographie
Adalolphe était le fils de Baudouin II « le Chauve », comte de Flandre, et de son épouse Ælfthryth. Il est parfois nommé à tort Adolphe ; le vrai nom serait plutôt Æthelwulf, porté par le roi du Wessex Æthelwulf, son arrière-grand-père maternel.
À la mort de son père, il reçut les comtés de Boulogne (le Boulonnais) et de Thérouanne (le Ternois). Il aurait également détenu le comté de Saint Pol, l'abbaye de Saint-Bertin et la terre de Guînes. La même année, il fut fait abbé laïc de Saint-Bertin. En 924, Hugues le Grand le chargea de négocier auprès du roi anglais Æthelstan la main de sa sœur Eadhild.
Il combattit les Vikings et participa à la victoire de Fauquembergues, mais ne put empêcher le danois Siegfried de s'emparer du comté de Guînes, qui devint un fief vassal de la Flandre.
Il mourut le 13 septembre 933, laissant deux fils qui furent déshérités par leur oncle Arnoul Ier de Flandre. Le second, également nommé Arnoul, se révolta en 964 et parvint à récupérer le fief paternel.

## Sources
- Le Cat du Bressy, « Adolphe, comte de Boulogne » dans Dictionnaire de biographie française, vol. 1, Paris, 1932 [détail des éditions] , col. 625.
- Alain Lottin, Histoire de Boulogne-sur-Mer [détail des éditions].
- André Duchesne, Histoire généalogique des maisons de Guines, d'Ardres, de Gand et de Coucy, Paris, 1631, lire en ligne.